# Koloveč
Koloveč (en allemand : Kollautschen) est un bourg (městys) du district de Domažlice, dans la région de Plzeň, en République tchèque. Sa population s'élevait à 988 habitants en 2017.

## Géographie
Koloveč se trouve à 14 km au nord-est de Domažlice, à 34 km au sud-ouest de Plzeň et à 116 km au sud-ouest de Prague.
La commune est limitée par Osvračín et Močerady, par Srbice au nord et à l'est, par Chudenice au sud-est, par Kaničky, Chocomyšl et Únějovice au sud, par Kanice au sud-ouest, et par Blížejov à l'ouest.

## Histoire
La première mention écrite de la localité date de 1226. Depuis le 23 avril 2009, la commune a le statut de bourg (městys).

## Administration
La commune de Koloveč se compose de deux quartiers :
- Koloveč
- Zichov